# Marek Twardowski
Marek Twardowski (ur. 6 października 1979 w Białystok) – polski kajakarz, trzykrotny mistrz świata, trzykrotny mistrz Europy, wielokrotny mistrz Polski, trzykrotny olimpijczyk (2000), (2004), (2008), jeden z najbardziej utytułowanych zawodników w historii polskiego kajakarstwa.

## Kariera sportowa
Od 1990 reprezentował barwy Sparty Augustów, od 2011 reprezentował barwy Cresovii Białystok. Pierwsze medale na arenie międzynarodowej zdobył w 1996, dwa brązowe na mistrzostwach Europy juniorów (K-2 500 m i K-4 1000 m), w 1997 został mistrzem świata juniorów w konkurencji K-1 500 m, na tej samej imprezie wywalczył jeszcze srebrny medal w konkurencji K-2 500 m i brąz w konkurencji K-1 1000 m. W 1998 zadebiutował na mistrzostwach świata seniorów, zajmując 7. miejsce w konkurencji K-2 500 m. W tym samym roku pierwszy raz został mistrzem Polski seniorów. W 1999 został pierwszy raz mistrzem świata seniorów (w konkurencji K-2 500 m, razem z Adamem Wysockim), na tej samej imprezie zdobył jeszcze dwa tytuły wicemistrzowskie i jeden brązowy medal. W tym samym roku wywalczył także dwa złote i jeden brązowy medal na mistrzostwach Europy. Medale mistrzostw świata zdobywał łącznie na siedmiu imprezach (1999, 2002, 2003, 2005, 2006, 2007, 2011), w tym trzy złote (1999, 2006, 2011), dziewięć srebrnych i cztery brązowe. Trzynaście razy był medalistą mistrzostw Europy (w tym trzykrotnie złotym – 2× w 1999 i w 2005). W latach 1998–2013 był 52 razy mistrzem Polski.  

### Igrzyska olimpijskie
- 2000: K-2 500 m – 5 m., K-2 1000 m – 8 m. (w obu startach z Adamem Wysockim)
- 2004: K-2 500 m – 4 m. (z Adamem Wysockim)
- 2008: K-1 500 m – odpadł w półfinale, K-2 500 m – 8 m. (z Adamem Wysockim), K-4 1000 m – 6 m. (partnerami byli Adam Wysocki, Paweł Baumann i Tomasz Mendelski)

W 2008 był chorążym polskiej ekipy na ceremonii otwarcia igrzysk.

### Mistrzostwa świata
- 1998: K-2 500 m – 7 m. (z Adamem Wysockim)
- 1999: K-2 200 m – 3 m., K-2 500 m – 1 m., K-2 1000 m – 2 m. (we wszystkich startach z Adamem Wysockim), K-4 200 m – 2 m. (partnerami byli Piotr Markiewicz, Adam Wysocki i Paweł Łakomy)
- 2001: K-2 200 m – 5 m., K-2 500 m – 5 m., K-2 1000 m – 7 m. (we wszystkich startach z Adamem Wysockim), K-4 200 m – 7 m. (partnerami byli Grzegorz Kotowicz, Adam Wysocki i Marek Witkowski)
- 2002: K-2 200 m – 2 m., K-2 500 m – 2 m., K-2 1000 m – 6 m. (we wszystkich startach z Adamem Wysockim)
- 2003: K-2 200 m – 2 m., K-2 500 m – 4 m. (w obu startach z Adamem Wysockim)
- 2005: K-2 200 m – 5 m., K-2 500 m – 2 m. (w obu startach z Adamem Wysockim), K-4 1000 m – 3 m. (partnerami byli Paweł Baumann, Adam Wysocki i Przemysław Gawrych)
- 2006: K-1 500 m – 1 m., K-2 200 m – 2 m. (z Adamem Wysockim), K-4 1000 m – 2 m. (partnerami byli Tomasz Mendelski, Paweł Baumann i Adam Wysocki)
- 2007: K-1 500 m – 3 m., K-4 1000 – 2 m. (partnerami byli Tomasz Mendelski, Paweł Baumann i Adam Wysocki)
- 2011: K-1 500 m – 1 m.
- 2013: K-1 500 m – 6 m.

### Mistrzostwa Europy
- 1999: K-2 200 m – 1 m., K-2 500 m – 1 m., K-2 1000 m – 3 m. (we wszystkich startach z Adamem Wysockim)
- 2000: K-2 500 m – 7 m. (z Adamem Wysockim)
- 2001: K-2 200 m – 3 m., K-2 500 m – 3 m., K-2 1000 m – 7 m.  (we wszystkich startach z Adamem Wysockim)
- 2002: K-2 200 m – 3 m., K-2 500 m – 4 m.  (w obu startach z Adamem Wysockim)
- 2004: K-2 200 m – 6 m., K-2 500 m – 5 m.  (w obu startach z Adamem Wysockim)
- 2005: K-2 200 m – 1 m., K-2 500 m – 2 m. (w obu startach z Adamem Wysockim), K-4 1000 m – 3 m. (partnerami byli Tomasz Mendelski, Paweł Baumann i Adam Wysocki)
- 2006: K-2 200 m – 4 m., K-2 500 m – 9 m. (w obu startach z Adamem Wysockim)
- 2007: K-1 200 m – 2 m., K-1 500 m – 3 m., K-4 1000 m – 3 m. (partnerami byli Tomasz Mendelski, Adam Seroczyński i Adam Wysocki)
- 2009: K-1 500 m – 6 m.
- 2012: K-1 500 m – 2 m.

### Mistrzostwa Polski
Łącznie zdobył 52 tytuły mistrza Polski seniorów, z tego w 1999 i  2009 wywalczył po 6 tytułów mistrzowskich (w 2009 na wszystkich dystansach w konkurencji K-1 i K-2), w 1999, 2005 i 2006 po 5 tytułów mistrzowskich.
- K-1 200 m: 2006, 2008, 2009
- K-2 200 m: 1998, 1999, 2000, 2001, 2003, 2005, 2006, 2007, 2008, 2009, 2010 (we wszystkich startach z Adamem Wysockim)
- K-4 200 m: 1998, 1999, 2000, 2003, 2005
- K-1 500 m: 2002, 2003, 2004, 2006, 2007, 2008, 2009, 2011, 2012, 2013
- K-2 500 m: 1998, 1999, 2000, 2001, 2004, 2005, 2006, 2007, 2008, 2009 (we wszystkich startach z Adamem Wysockim)
- K-4 500 m: 1999, 2001, 2004
- K-1 1000 m: 2009
- K-2 1000 m: 1999, 2003, 2004, 2005, 2006, 2008, 2009 (we wszystkich startach z Adamem Wysockim)
- K-4 1000 m: 1998, 1999

## Inne
Został członkiem honorowego komitetu poparcia Bronisława Komorowskiego przed wyborami prezydenckimi w Polsce w 2015 roku.